# Hannelore Honnen
Hannelore Honnen (* 23. Januar 1945 in Enzersfeld bei Wien) ist eine deutsche Bühnenautorin, Dramaturgin und Theaterleiterin. Seit Gründung 1987 ist sie am privaten Theater am Sachsenring (TAS) in Köln sowohl für die Geschäftsführung als auch für Bühnenbild und Kostüme verantwortlich, während Mitgründer Joe Knipp seither die künstlerische Leitung des Theaters innehat.

## Leben und Werk
Hannelore Honnen war als Kunstlehrerin tätig und wandte sich schon früh auch dem Theater zu. 1980 gründete sie gemeinsam mit dem Autor, Sänger und Theaterregisseur Joe Knipp in der rheinland-pfälzischen Kreisstadt Neuwied das Freie Theater Neuwied. Die freie Theaterinitiative führte unter anderem 1980 auf dem Neuwieder Luisenplatz Wolf Biermanns Stück Der Dra-Dra in der Inszenierung von Joe Knipp auf.
Sieben Jahre später verlagerten Honnen und Knipp ihre gemeinsame Theaterarbeit in die nordrhein-westfälische Metropole Köln und gründeten dort im Januar 1987 das Theater am Sachsenring (TAS), das beide seither gemeinsam als Privattheater betreiben. Die an der namensgebenden Straße Sachsenring in der Kölner „Südstadt“ gelegene Bühne, die zuvor als Saxi geführt wurde, bietet rund 90 Sitzplätze. Seit Gründung hat Joe Knipp die künstlerische Leitung des TAS inne, während Hannelore Honnen seither für die Geschäftsführung sowie für Bühnenbild und Kostüme verantwortlich zeichnet und zudem Bühnenstücke für das TAS schreibt oder dramaturgisch bearbeitet.
Nachdem das Theater am Sachsenring sich anfangs als literarische Bühne (siehe auch Literarischer Salon) mit zahlreichen Gastauftritten etablierte, schrieb und inszenierte Honnen 1988 als erste Eigenproduktion des TAS das Stück Frau Armand trifft Rosa Luxemburg nicht nach Rosa Luxemburg und Colette, das Ende desselben Jahres uraufgeführt wurde. Es folgten weitere Eigenproduktionen, meist in dramaturgischer Bearbeitung von Hannelore Honnen, wie zum Beispiel 1990 das Theaterstück Die Wut nach Dostojewski – das dem TAS im Folgejahr eine Einladung zur Teilnahme am internationalen Theaterfestival der Sowjetunion in Wolgograd einbrachte –, 1991 Ich, ein tolles Kind nach Heinrich Heine oder 1994 Idioten nach dem Roman Bouvard und Pécuchet von Gustave Flaubert. Um die Jahrtausendwende wandelte sich das TAS vom „Theater der Uraufführungen“, wie unter anderem auch von mehreren Werken des englischen Autors Tony Dunham, zunehmend zu einem Schauspielertheater, zu dem Honnen sowohl durch ihre dramaturgische als auch bühnen- und kostümbildnerische Arbeit beitrug.
Infolge der 2005 erfolgten Kürzung und vielfacher Streichung von kommunalen Fördergeldern für die freie Theaterszene in Köln geriet auch das davon mit betroffene TAS in finanzielle Schwierigkeiten und musste Ende 2009 für ein Jahr seine Produktionen und den Theaterbetrieb einstellen. 2011 konnten die beiden Gesellschafter mit eigenen Mitteln und privaten Sponsoren das TAS wiedereröffnen; seit Herbst 2011 gibt es am TAS wieder einen regulären Spielplan.
Das TAS wurde für Honnens 1994 uraufgeführtes Werk Idioten nach Flaubert in der Inszenierung von Joe Knipp für den Kölner Theaterpreis nominiert. Ihr Werk Satisfaktion (Teil I) nach Spengler, Walser und Benjamin, das ebenfalls von Knipp inszeniert und am TAS uraufgeführt wurde, erhielt eine Nominierung für den Kölner Theaterpreis 2011.
Hannelore Honnen lebt und arbeitet in Köln.

## Werke (Auswahl)
- 1988: Frau Armand trifft Rosa Luxemburg nicht nach Rosa Luxemburg und Colette, Uraufführung (UA) am Kölner Theater am Sachsenring (TAS)
- 1990: Die Wut nach Dostojewski, UA am TAS
- 1991: Ich, ein tolles Kind nach Heinrich Heine, UA am TAS
- 1994: Idioten nach Gustave Flaubert, UA am TAS
- 2000: Crash, UA am TAS, Wiederaufnahme 2001
- 2011: Satisfaktion (Teil I der Trilogie) nach Oswald Spengler, Robert Walser und Walter Benjamin, UA am TAS
- 2014: Satisfaktion II – LustSchiffer nach Marcel Duchamp u. a., UA am TAS[7]
- 2016: 100 Jahre Dada nach Marcel Duchamp, Hugo Ball und Emmy Hennings, UA am TAS